# Moguhu Shuiku
Moguhu Shuiku är en reservoar i Kina. Den ligger i den autonoma regionen Xinjiang, i den nordvästra delen av landet, omkring 150 kilometer nordväst om regionhuvudstaden Ürümqi. Trakten runt Moguhu Shuiku består i huvudsak av gräsmarker.
Genomsnittlig årsnederbörd är 287 millimeter. Den regnigaste månaden är juli, med i genomsnitt 53 mm nederbörd, och den torraste är februari, med 11 mm nederbörd.